# Blakeney
Blakeney is een civil parish in het bestuurlijke gebied North Norfolk, in het Engelse graafschap Norfolk met 801 inwoners.